# Мартін Реттль
Мартін Реттль  (нім. Martin Rettl, 25 листопада 1973) — австрійський скелетоніст, олімпійський медаліст.

## Виступи на Олімпіадах
| Олімпіада           | Дисципліна | Місце |
| ------------------- | ---------- | ----- |
| Солт-Лейк-Сіті 2002 | скелетон   | 2     |
| Турин 2006          | скелетон   | 13    |

## Зовнішні посилання
- Досьє на sport.references.com [Архівовано 29 січня 2010 у Wayback Machine.]